# Monodictys epilepraria
Monodictys epilepraria är en lavart som beskrevs av Kukwa & Diederich 2005. Monodictys epilepraria ingår i släktet Monodictys, klassen Dothideomycetes, divisionen sporsäcksvampar och riket svampar.  Arten är reproducerande i Sverige. Inga underarter finns listade i Catalogue of Life.